# Parafia Jezusa Chrystusa Ukrzyżowanego w Szczałbie
Parafia Jezusa Chrystusa Ukrzyżowanego – parafia rzymskokatolicka z siedzibą w Szczałbie.
Terytorium parafii obejmuje Szczałb, Burzec, Rudę i Zimną Wodę. 
Od 1946 r. istniała filia duszpasterska w Szczałbie. Samodzielną parafię erygowano w 1981 roku. Kościół murowany został wybudowany w latach 1982–1983 staraniem ks. Czesława Mazurka, a konsekrowany 17 lipca 1988.
W XVII i XVIII wieku wsie Burzec, Ruda i Szczałb należały do parafii Wojcieszków.
W 1787 r. liczba mieszkańców trzech miejscowości obecnej parafii Szczałb i jej podział wyznaniowy przedstawiały się następująco:
- Burzec – 341, w tym 321 katolików, 10 żydów i 9 os. o nieokreślonym wyznaniu[3]
- Szczałb – 130, w tym 105 katolików, 13 żydów i 2 os. o niewiadomym wyznaniu
- Ruda – 117, w tym 103 katolików, 10 żydów i 4 os. o niewiadomym wyznaniu)[4]

Cmentarz parafialny znajduje się blisko kościoła, na terenie obrębu Burzec.